# Suzanne de Jong
Suzanne de Jong (Haarlem, 30 maart 1982) is sinds begin 2006 een bekend gezicht bij Veronica.
Ze presenteerde onder andere Veronica's Mission Impossible, Maart Automaand, Funny Video's, Heels on Wheels, De Grote Beurt en Fobiac. Ze werd verkozen tot Veronica's Bondgirl.